# إعادة التصنيع

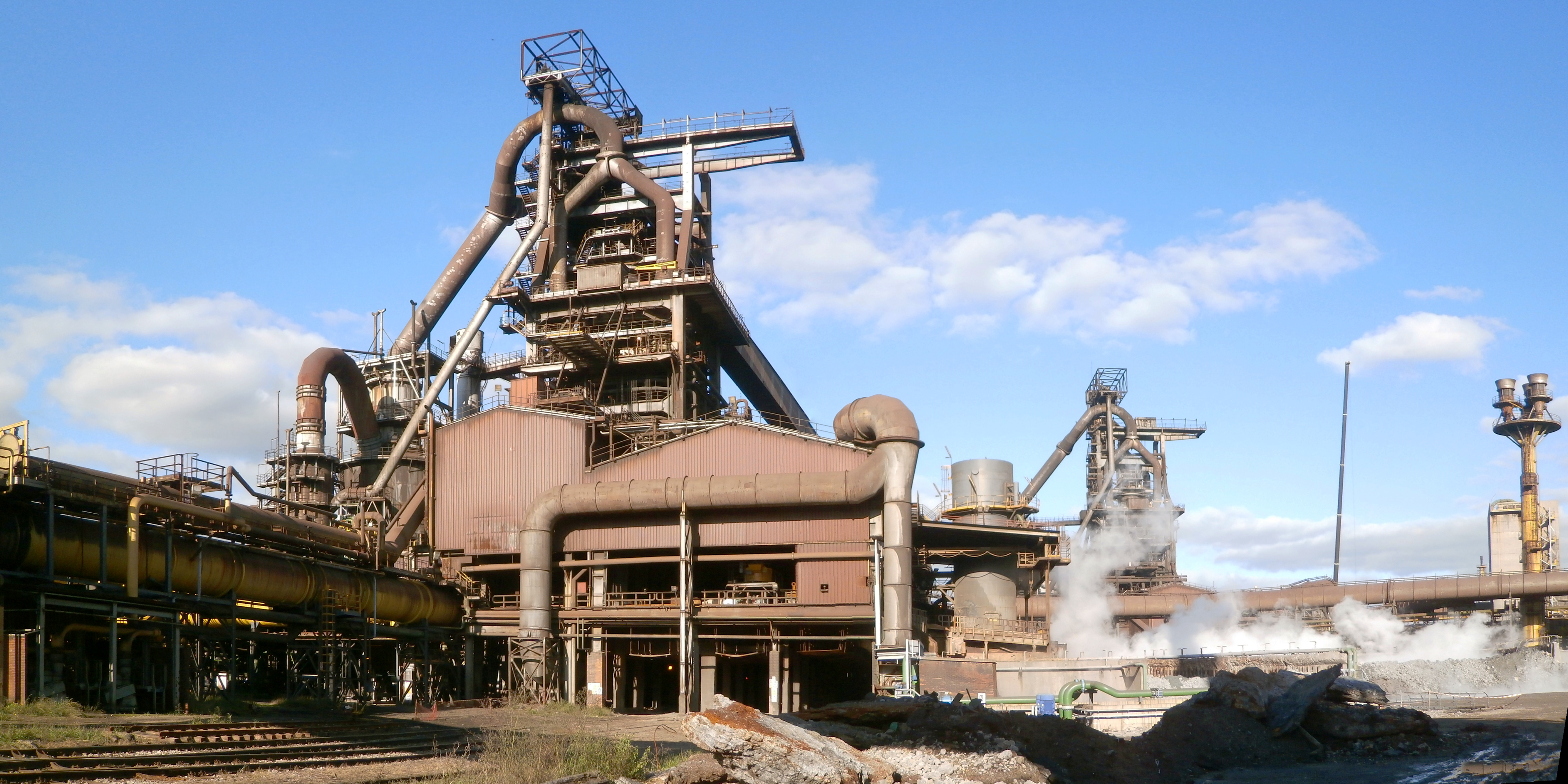

إعادة التصنيع هي العملية الاقتصادية والاجتماعية والسياسية لتنظيم الموارد الوطنية بغرض إعادة إنشاء الصناعات. ويتم التقدم في هذه العملية نتيجة الحاجة لإعادة تنشيط الاقتصاديات الوطنية.

## تفسيرات
كانت كل من الصين والهند ودول جنوب شرق آسيا تمثل قوة صناعية لفترات طويلة من التاريخ الإنساني. وعانت هذه الدول والمناطق من عدم وجود الإنتاج الصناعي بسبب الاستعمار خلال القرون من الثامن عشر وحتى القرن العشرين. وبعد قرون عدة من استقلالها شرعت هذه الدول في استعادة دورها كدول صناعية. وخلال العقود الثلاث الأخيرة، زادت وتنوعت حصة هذه الدول في الناتج الصناعي الدولي.
وفي سياق انخفاض حصة منظمة التعاون الاقتصادي والتنمية في إجمالي الناتج العالمي (GDP) والاستعانة بمصادر خارجية في التصنيع وتقديم الخدمات؛ فإن إعادة التصنيع تعتبر مقابلاً لمفهوم إلغاء التصنيع، وهي العملية التي يتم من خلالها نقل الصناعة, خاصة عملية التصنيع، خارج حدود البلاد والسعي للحفاظ على هذا الاتجاه.

## الأسباب وراء إعادة التصنيع
1. فيما يتعلق بالصناعات الأسيوية، فإن إعادة التصنيع هي عملية طبيعية للنمو الاقتصادي حيث تقوم القوى الصناعية السابقة الصين والهند ودول جنوب شرق آسيا بإعادة بناء اقتصادياتها.
2. ويؤمن المدافعون عن إعادة التصنيع أن التصنيع والوظائف الصناعية الأخرى عليها طلب أكبر من الناحية الاجتماعية والاقتصادية أكثر من وظائف قطاع الخدمة أو القطاع المالي.
3. كما تدفع المخاوف العسكرية أو الأمن القومي سياسات إعادة التصنيع وتعكس الرغبة في الاكتفاء الذاتي والشعور بالخوف على الطرق التجارية وخطوط الإمداد عند اشتعال الصراعات.
4. وقد تعكس سياسات إعادة التصنيع القلق بشأن الميزان التجاري.[2][3][2]

## قائمة المؤيدين
- باتريك بوكانان
- راي كورزويل
- ليندون لاروش
- جوناثان م. فيلدمان
- نيك جريفين

## وصلات خارجية
- THE REINDUSTRIALIZATION OF AMERICA